# Myrioblephara vivida
Myrioblephara vivida là một loài bướm đêm trong họ Geometridae.